# 팩션
팩션(Faction)이란, 팩트(fact)와 픽션(fiction)을 합성한 한국식 신조어로, 역사적 사실에 근거하여 새로운 시나리오를 재창조하는 문화예술 장르를 가리킨다.
주로 소설의 한 장르로 사용되었지만 영화, 드라마, 연극, 게임, 만화 등으로도 확대되는 추세이며 문화계 전체에 큰 영향을 미치고 있다.